# Nikolaj Zabolotnyj
Nikolaj Arčilovič Zabolotnyj (in russo Никола́й Арчи́лович Заболо́тный?, Nikolai Archilovich Zabolotny; Leningrado, 16 aprile 1990) è un calciatore russo, portiere del Soči.

## Carriera

### Club
Zabolotnyj ha giocato per lo Spartak Mosca, con cui ha avuto modo di esordire nella Prem'er-Liga il 2 aprile 2011: è stato infatti schierato titolare nella sconfitta per 3-1 in casa del Kuban' Krasnodar. Nel 2012, è passato in prestito al Rostov, squadra per cui ha giocato il primo incontro il 23 novembre, sostituendo Stipe Pletikosa nel corso del primo tempo della sfida vinta per 2-0 contro il Mordovia.

### Nazionale
Zabolotnyj ha contribuito alla vincente campagna di qualificazione al campionato europeo Under-21 2013, con la Nazionale di categoria. Il commissario tecnico Nikolaj Pisarev lo ha poi incluso tra i convocati in vista della fase finale della rassegna continentale.